# StEG II 1257–1271
A StEG II 1251–1256 egy tehervonati szerkocsis gőzmozdonysorozat volt az Államvasút-Társaságnál, amely egy osztrák-magyar magánvasút-társaság volt.

## Története
Mivel az  előző sorozat (StEG Vn – a CSD 414,3 sorozat) üzemi eredményei nem voltak kielégítőek, a StEG mozdonygyára Bécsben 1894-1897 között először 15 db mozdonyt (1257-1271), 1897-től 1900-ig négy mozdonyt épített. 1897-ben  a harmadik számozási rendszerében StEG a  4401-4419 pályaszámokat adta nekik.
Az első mozdonyok először a Vesey nad Moravou-i fűtőházba voltak beosztva, majd az államosítása után az a  kkStB tulajdonába kerültek és a kkStB 175 sorozatszámot kaptak. A hozzákapcsolt szerkocsi pályaszámai 38,07-25 voltak.
1918-ban a mozdonyok a Csehszlovák Államvasutak tulajdonába kerültek ČSD 414,4 sorozatba, a szerkocsik pedig a 312,103-121 pályaszámtartományba. Különféle vasúti szolgálatra használták őket, majd 1938-ban áttelepítették Csehszlovákia keleti részébe. Ekkor a mozdonyokat korszerűsítették utólagosan egy Westinghouse rendszerű légnyomásos fékrendszert, egy kenőprést, és végül villanyvilágítást kapott.
A személyzettől a rossz minőségű széntüzelése miatt a „Pracharny“ (pormalom) csúfnevet kapta. Az első selejtezett mozdony a sorozatból a 414.403 pályaszámú volt 1938-ban. Ezt követte 1953-ban a 414.411, azután tömegesen vonták ki őket a gépüzemből, némelyiket átalakított kazánnal. Utoljára a 414.404-et és a 407-et selejtezték 1968-ban.
A 414.404 pályaszámú mozdony ma a Prágai Nemzeti Műszaki Múzeum tulajdona és a Jaromeri Vasútmúzeumban található. A 414.407 kiállítási tárgy Křimovban a Vasútmúzeumban.

## Műszaki jellemzők
.

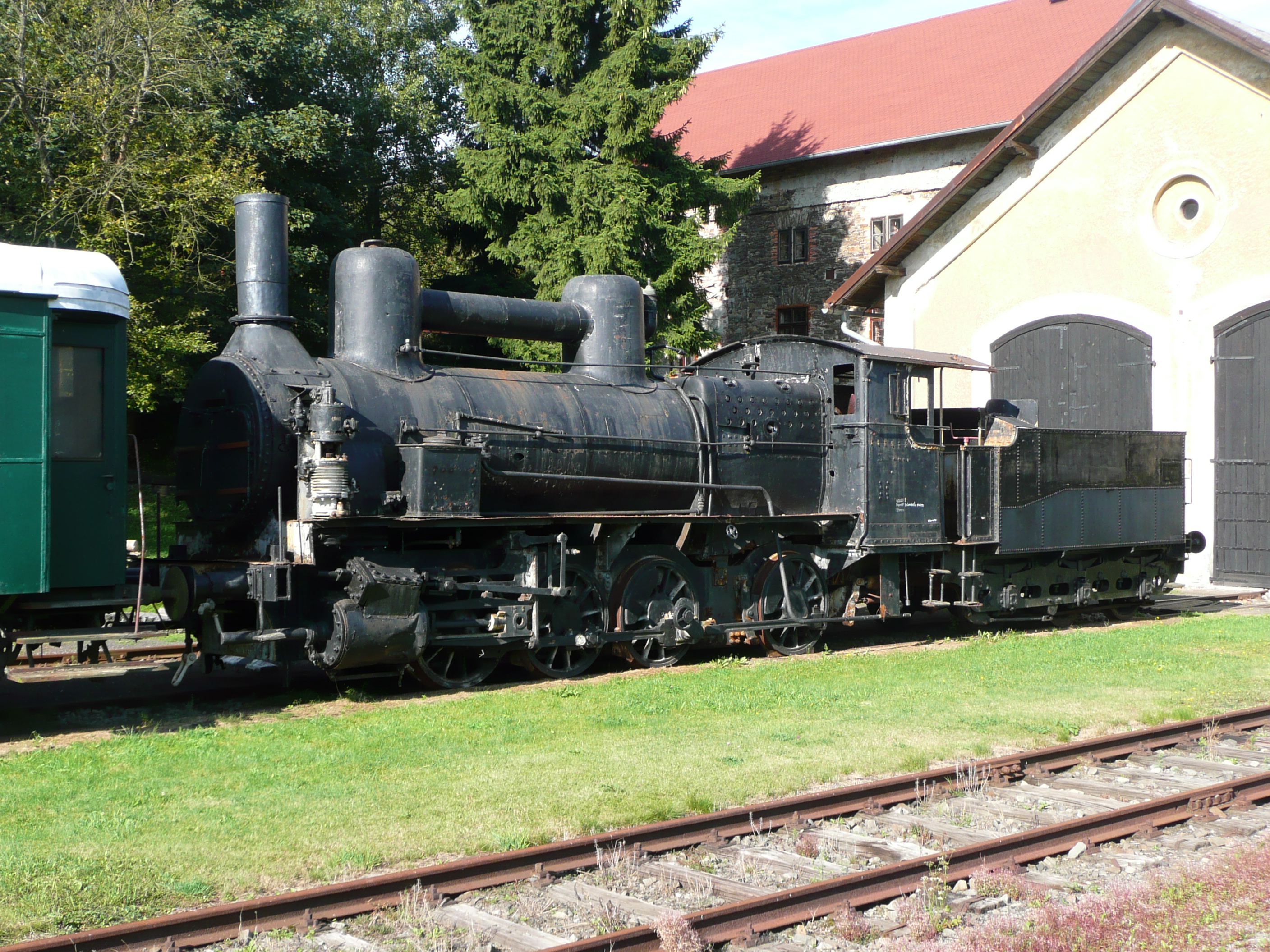
414.407 kiállítva Křimov-ban a pályaudvaron 2009-ben

Jelentős változások a Vn sorozathoz képest a kazán áttervezése. A kazánt lerövidítették a 400 mm-el, megnövelték a tűzszekrényt és a füstkamrát, amely kedvezően változtatta meg a kazán és a fűtőfelület, valamint a rostély kapcsolatát. A tűzcsövek száma változatlan maradt, a forrfelületet lehetett növelni. A rács felülete Belpaire-rendszerű állókazán rostélyfelülete csökken 3,24 m²-re, a kazán nyomását 12 atmoszférára  emelték.
A gépezet, eltekintve néhány kisebb változtatástól, változatlan marad. Egyes járművek Le Chatelier-rendszerű ellengőzfékkel voltak ellátva, az utolsó három mozdony légűrféket és egy Haushälter-féle sebességmérőt kapott.
A mozdony teljesítménye 430 kW-ról 470 kW-ra nőtt az Vn sorozatéhoz képest (ČSD 414,3 sorozat). Összehasonlítva a kkStB 73 sorozattal (a ČSD 414,0 sorozat), előnye volt a nagyobb tapadási tömeg, de hátránya volt az alacsony megengedett sebesség (35 km/h).

## Fordítás
Ez a szócikk részben vagy egészben  a   StEG II 1257–1271 című német Wikipédia-szócikk fordításán alapul.  Az eredeti cikk szerkesztőit annak laptörténete sorolja fel. Ez a jelzés csupán a megfogalmazás eredetét és a szerzői jogokat jelzi, nem szolgál a cikkben szereplő információk forrásmegjelöléseként.